# Henri Malabave
Henry Malabave est un footballeur français né le 9 mai 1950 au Grau-du-Roi.